# Nujabes
Jun Seba (瀬葉淳, Seba Jun), dit Nujabes, né le 7 février 1974 à Adachi à Tokyo et mort le 26 février 2010 à Shibuya dans la même ville, est un producteur de hip-hop, de trip hop et un DJ japonais.
Précurseur du genre jazz hop, hybridation du jazz et du hip-hop, il est révélé grâce à la bande originale de Samurai champloo, auteur de Shiki no Uta et de Battle Cry. Son second album, Modal Soul, est considéré comme un pilier du genre.
Sa mort soudaine et inattendue à l'âge de 36 ans, survenue des suites d'un accident de voiture provoqué sur l'autoroute Shuto traversant le centre de Tokyo, a suscité un véritable choc au sein de la production nippone, et a donné lieu à de très nombreux hommages. Ceux-ci octroient notamment au musicien une reconnaissance post mortem considérable.

## Biographie

### Carrière
Son nom de scène Nujabes est un anacyclique de ses nom (Seba) et prénom (Jun) accolés.
À côté de la composition, Nujabes est aussi le propriétaire de T Records et de Guinness Records. Sa maison de production est Hyde Out Productions, un label indépendant.
Nujabes a publié deux albums : Metaphorical Music en 2003 et Modal Soul en 2005 ; puis son troisième dernier album posthume : Spiritual State, a été publié le 3 décembre 2011. Il est également l'un des compositeurs de la bande originale de l'anime Samurai champloo, aux côtés de Force of Nature, Tsutchie et Fat Jon.
En plus d'artistes japonais comme Uyama Hiroto, Shing02 et Minmi (en), il a notamment collaboré avec les artistes américains Cyne, Apani B-Fly, Five Deez, Substantial et le rappeur anglais Funky DL. Sa musique est connue pour être fortement influencée par du cool jazz. Il utilise souvent en effet des samples d'artistes comme Miles Davis et Yusef Lateef.
Connu comme étant un des piliers de l'abstract hip-hop venant du Japon, sa musique influence d'autres artistes comme Nomak, lui aussi attaché au style de cool jazz. À travers son label, Hyde Out Productions, Nujabes contribue également à l'essor de ce style de musique encore méconnu, par des collaborations avec des artistes tels que Emancipator.
Il était aussi membre du duo Urbanforest, une collaboration expérimentale avec Nao Tokui (Appearing on the Lady Brown 12). Seba a collaboré avec Shing02 sur le morceau hexalogue Luv (sic), salué par la critique, en réunissant les pièces 1 à 3 ensemble, mais après la mort inattendue de Seba, beaucoup doutaient que la série puisse être complétée. Toutefois, les parties 4 et 5 étaient déjà terminées et ont été publiées peu de temps après le décès de Seba. La partie 6 ne faisait pas partie des morceaux précédemment terminés, mais elle est sortie le 26 février 2013, à l'occasion du troisième anniversaire de la mort de Seba. Selon la page Facebook officielle de Shing02, l'élément déterminant de ce qui allait devenir la partie 6 a été découvert sur le téléphone portable de Seba quelques semaines après sa mort.

### Mort
Nujabes est hospitalisé le 26 février 2010 à Shibuya (Tokyo) à la suite d'un accident de la route sur l'autoroute Shuto. Il meurt des suites de ses blessures, après de vaines tentatives de réanimation par les médecins, à l'âge de 36 ans,. Il est inhumé au cimetière de Tama Reien, à Tokyo.

### Hommages
La mort de Seba a suscité de nombreux hommages d'artistes internationaux.
Sur Bandcamp, Digi Crates Records, basé à New York, a publié une série d'albums d'hommage interprétés par divers artistes dans un style rappelant celui de Seba.
Le collaborateur fréquent Shing02 joue aux concerts hommage à Seba et déclare : « Nujabes, par sa musique émouvante, a touché tant de gens à travers le monde, même au-delà de ses rêves [...] [je] regrette profondément la perte d'un talent unique et un ami proche ».
En 2018, le rappeur polonais Zeus rend hommage au DJ en publiant la chanson Kwiaty dla J, au sein de son album To pomyłka. La même année, son ami proche le producteur australien Ta-ku, en collaboration avec Shing02, publie un album instrumental 25 Nights for Nujabes qui lui est dédié.
Le 26 juillet 2019, Otakon organise un concert hommage à Washington, en compagnie de Shing02, Minmi, Substantial, Marcus D et EyeQ.

## Discographie

### Compilations
- 2003 : Hydeout Productions 1st Collection
- 2007 : Hydeout Productions 2nd Collection
- 2008 : Modal Soul Classics
- 2009 : Mellow Beats, Friends & Lovers
- 2010 : Modal Soul Classics II
- 2014 : Free Soul Nujabes First Collection
- 2014 : Free Soul Nujabes Second Collection
- 2015 : Luv(sic) Hexalogy
- 2016 : Kei Nishikori meets Nujabes
- 2018 : 25 Nights for Nujabes (reprises)

### Bandes Originales
- 2004 : Departure
- 2004 : Impression

### EPs et singles
- 1999 : Ain't No Mystery (feat. L-Universe)
- 1999 : People Don't Stray (feat. Funky DL)
- 2001 : Dimension Ball Tracks, Volume 1
- 2001–2013 : Luv(sic) Part 1 - Part 6 (feat. Shing02)
- 2002 : Blessing It / The Final View
- 2003 : Flowers / After Hanabi (Listen To My Beat)
- 2003 : Next View (feat. Uyama Hiroto)
- 2003 : Lady Brown (feat. Cise Starr)
- 2003 : F.I.L.O. (feat. Shing02)
- 2003 : Still Talking To You / Steadfast
- 2005 : Blessing It (Remix) (feat. Substantial & Pase Rock)
- 2005 : D.T.F.N. / Shades Of Nostalgia (feat. Cise Starr)
- 2007 : Thank You (feat. Apani B-Fly Emcee)
- 2010 : Reflection Eternal / Another Reflection
- 2010 : Homeward Journey (Uyama Hiroto & Nujabes)
- 2012 : Reflection Eternal / Imaginary Folklore (Clammbon, Yamazaki, Mino, Yamane, Toe & Nujabes)
- 2015 : The Prodigy (Classik & Nujabes)
- 2015 : Perfect Circle (feat. Shing02)
- 2015 : Child's Attraction / Yes (feat. Pase Rock)
- 2016 : Kumomi / Untitled
- 2016 : Child's Attraction (Joaquin Joe Claussell Remix)

### Mixtapes
- 1998 : Sweet Sticky Thing (Reload All Good Music From Old To The New)
- 2002 : HydeOut Sound Lab. 11/30(sat) @ Loop (Nujabes, DJ Ryow & DJ Kiyo)
- 2002 : HydeOut Sound Lab (Nujabes & DJ Ryow)
- 2002 : Ristorante Mixtape
- 2003 : HydeOut Sound Lab. 5/24(fri) @ Loop (Nujabes, DJ Ryow & Nao Tokui)